# Municipio de Beotia
El municipio de Beotia (en inglés: Beotia Township) es un municipio ubicado en el condado de Spink en el estado estadounidense de Dakota del Sur. En el año 2010 tenía una población de 31 habitantes y una densidad poblacional de 0,34 personas por km².

## Geografía
El municipio de Beotia se encuentra ubicado en las coordenadas 45°11′26″N 98°9′23″O / 45.19056, -98.15639. Según la Oficina del Censo de los Estados Unidos, el municipio tiene una superficie total de 92.07 km², de la cual 92,05 km² corresponden a tierra firme y (0,03 %) 0,03 km² es agua.

## Demografía
Según el censo de 2010, había 31 personas residiendo en el municipio de Beotia. La densidad de población era de 0,34 hab./km². De los 31 habitantes, el municipio de Beotia estaba compuesto por el 100 % blancos. Del total de la población el 0 % eran hispanos o latinos de cualquier raza.